# Mr. Nutz
Mr. Nutz är ett plattformsspel utvecklat av Ocean Software. Det släpptes först till Super NES, men portades sedan till Sega Mega Drive, Game Boy, Game Boy Color samt Game Boy Advance. 
Spelaren styr Mr. Nutz, en antropomorf röd ekorre som är klädd i skor, handskar och keps. Denne ska försöka stoppa en yeti kallad Mr. Blizzard från att ta över världen och förvandla den till is.
Mr. Nutz kan springa, hoppa och på vissa banor även simma. Han kan också använda sig av sin svans till att attackera med. Under spelets gång kommer man över mynt som ger poäng, men även andra föremål som exempelvis extraliv eller nötter, som kan kastas mot fienden. Spelet har sex nivåer och varje nivå har en boss i slutet.
Ett annat spel, Mr. Nutz: Hoppin' Mad, utkom 1994 till Amiga. Samma spel var också planerat att släppas till Mega Drive, fast då under namnet Mr. Nutz 2. Så blev dock aldrig fallet.